# Последняя надежда человечества
«После́дняя наде́жда челове́чества» (англ. Against the Dark) — американский боевик и фильм ужасов режиссёра Ричарда Крудо. Съёмки проходили в Румынии и США. Фильм вышел сразу на видео в США 10 февраля 2009 года.

## Сюжет
По сюжету фильма мир пережил катастрофу. В условиях постапокалипсиса командующий вооружённым отрядом Тао (Стивен Сигал) ведёт свой отряд на смертельно опасную миссию — спасение горстки выживших в больнице людей от полчищ вампиров.

## В ролях
| Актёр           | Роль                |
| --------------- | ------------------- |
| Стивен Сигал    | Тао                 |
| Таноай Рид      | Тагарт              |
| Дженна Харрисон | Дороти              |
| Дэнни Мидуинтер | Морган              |
| Эмма Кэтервуд   | Амелия              |
| Скай Беннет     | Шарлотта            |
| Линден Эшби     | Кросс               |
| Кит Дэвид       | подполковник Уотерс |
| Клаудиу Блеонц  | хирург              |
| Штефан Янку     | маленький мальчик   |

## Рецензии и критика
Фильм получил крайне негативные отзывы и низкие оценки кинокритиков. На сайте Rotten Tomatoes его рейтинг составляет 11 % из 100, на IMDB.com — 3,2 из 10.
Роб Хантер из FilmSchoolRejects.com отметил, что фильм мог бы быть интересным, однако идея и исполнение оставляют желать лучшего. Также он похвалил боевые сцены с участием актёра Таноай Рид (двоюродного брата Дуэйна Джонсона), назвав их единственным «светлым пятном» картины.